# 晩夏（ひとりの季節）
「晩夏（ひとりの季節）」（ばんか ひとりのきせつ）は、荒井由実（現：松任谷由実）の曲である。1976年11月20日に発売された4枚目のアルバム『14番目の月』の10曲目（最後の曲）として発表された。
竹内まりやが『松任谷由実 サウンドアドベンチャー』にゲスト出演した際、美大出身のユーミンにしか書けない曲と絶賛した。

## 参加ミュージシャン
- キーボード : 松任谷正隆
- ドラム : MIKE BAIRD
- ベース : LELAND SKLAR
- エレクトリックギター : 鈴木茂
- アコースティックギター : 瀬戸龍介
- スチールギター : 駒沢裕城
- パーカッション : 斉藤ノヴ
- ストリングス : 玉野嘉久 & His Fellows

## テレビドラマでの使用
NHK総合『銀河テレビ小説』ふるさとシリーズ『夏の故郷』『幻のぶどう園』（共に1976年）で主題歌として使用された。舞台のイメージは秋田県横手市である。

## カバー
- 平原綾香（2005年、シングル『晩夏（ひとりの季節）/いのちの名前』、アルバム『From To』） - 後述
- 秦基博（2008年、シングル『フォーエバーソング』）

## 平原綾香のカバー
平原綾香による「晩夏（ひとりの季節）」のカバーは、「いのちの名前」とのカップリングによる両A面シングル『晩夏（ひとりの季節）/いのちの名前』として、2005年9月28日に発売された。平原初の両A面シングルである。プロデュースはオリジナル・アレンジャーの松任谷正隆。ジャケットに合わせて、プロモーション・ビデオは藤野町のひまわり畑の中で撮影している。両曲とも、同年11月2日発売のカバー・アルバム『From To』にも収録された。

### シングル収録曲
1. 晩夏（ひとりの季節）
  - 作詞・作曲：荒井由実／編曲：松任谷正隆
2. いのちの名前
  - 作詞：覚和歌子／作曲・編曲：久石譲
  - TBS系『ヒロシマ 〜あの時、原爆投下は止められた〜』テーマソング
放送後、問い合わせやCD化の要望が殺到したため、急遽収録されることとなった。